# Nichts als Gespenster (Film)
 Nichts als Gespenster ist ein Episodenfilm des Regisseurs Martin Gypkens, gedreht im Jahr 2006. Er basiert auf vier ausgewählten Erzählungen des gleichnamigen Bandes von Erzählungen sowie der Erzählung „Hurrikan (Something farewell)“ aus dem Band „Sommerhaus, später“ der Berliner Autorin Judith Hermann.
Produziert wurde der Film von ARTE G.E.I.E, box! Film Hamburg GmbH, Marco Polo High Definition, RBB – Rundfunk Berlin-Brandenburg und der Senator Film Produktion GmbH mit Förderungen des Medienboards Berlin-Brandenburg, der Filmförderungsanstalt und der Filmförderung Hamburg. Zwischen dem 6. März und Juli des Jahres 2006 fanden die Dreharbeiten in Island, Leipzig, Brandenburg, Hamburg, Venedig, den Vereinigten Staaten (Utah, Arizona, Nevada) und Jamaika statt.

## Handlung
Der Film besteht aus fünf Episoden, die in jeweils verschiedenen Ländern spielen.
Nichts als Gespenster: Ellen und Felix reisen durch die USA, wo ihre Beziehung immer mehr dem Ende entgegenzusteuern scheint.
Freundinnen: Caro verliebt sich in Deutschland in den neuen Freund ihrer besten Freundin Ruth.
Hurrikan (Something farewell): Christine besucht Nora und Kaspar in Jamaika. Kaspar fühlt sich durch Christines Verhalten gestört.
Kaltblau: Jonas und Irene besuchen das Pärchen Jonina und Magnus in Island.
Acqua Alta: Marion besucht ihre Eltern in Venedig und versucht endgültig erwachsen zu werden.

## Kritiken
Das Lexikon des Internationalen Films urteilt: „In fünf kunstvoll miteinander verflochtenen, sich wechselseitig subtil kommentierenden Reise- und Liebesgeschichten werden Befindlichkeiten, Sehnsüchte, Ausbruchs- und Fluchtfantasien junger Deutscher auf den Prüfstand gestellt. Ein vorzüglich gespielter Film von eigenwillig schwebender Atmosphäre, visuell wie akustisch präzise und detailreich inszeniert, von einer eindrucksvollen Musik einfühlsam zusammengehalten.“
Die Deutsche Film- und Medienbewertung FBW in Wiesbaden verlieh dem Film das Prädikat wertvoll.